# Ministère des Affaires étrangères (Finlande)
Pour les articles homonymes, voir Ministère des Affaires étrangères.
Le ministère des Affaires étrangères (finnois : Ulkoasiainministeriö ou AMF) est le ministère chargé des Affaires étrangères du gouvernement de la République finlandaise et est responsable de la préparation et la mise en œuvre de la politique étrangère du pays.

## Ministres
Deux ministres sont rattachés au ministère des Affaires étrangères de Finlande :
- Ministre des Affaires étrangères, responsable de la politique étrangère et de sécurité et des problèmes généraux du service des affaires étrangères, Elina Valtonen.

- Ministre du Commerce extérieur et du Développement, responsable des relations économiques et de développement et de la coordination des relations du pays avec les États voisins, Ville Tavio.

## Organisation
Le ministère avait un budget de 992 millions d'euros en 2007, dont 185 millions ont couvert les coûts de fonctionnement du ministère et 630 millions (0,43 % du revenu national brut finlandais) ont été alloués au développement international. Il emploie environ 1700 personnes (dont 1100 sont des femmes) et maintient 97 bureaux à l'étranger. Depuis 1987, le ministère a été concentré dans le Katajanokka, un arrondissement d'Helsinki.
Trois ministres du gouvernement occupent ce ministère :
- Le ministre des Affaires étrangères
- Le ministre du Commerce extérieur et des Affaires européennes
- Le ministre de la Coopération au développement

Le ministère abrite également les bureaux du secrétaire d'État au ministère des Affaires étrangères, qui est assisté par quatre sous-secrétaires d'État avec diverses responsabilités :
- Administration, affaires juridiques et protocole
- Politique étrangère, de sécurité, communications et culture
- Affaires économiques extérieures
- Coopération internationale de développement et politiques de développement

Le ministère regroupe douze départements:
- Département politique[1].
- Département des relations économiques extérieures[2].
- Département des politiques de développement[3].
- Département de l'Europe[4].
- Département de la Russie, l'Europe orientale et Asie centrale[5].
- Département des Amériques et de l'Asie[6].
- Département de l'Afrique et du Moyen-Orient[7].
- Département des affaires internationales
- Département juridique
- Département des affaires administratives
- Département de la Communication et de la culture[8].
- Département du protocole

En dehors de ces départements, il y a deux unités spécialisées :
- Unité d'audit interne
- Unité de la planification des politiques et de la recherche

## Ministre des Affaires étrangères
Les ministres, en date du 20 juin 2023, sont les suivants :
- Ministre des Affaires étrangères : Elina Valtonen
- Ministre du Commerce extérieur et du Développement : Ville Tavio.